# 2,2,6,6-Tetramethylpiperidin
2,2,6,6-Tetramethylpiperidin ist eine chemische Verbindung aus der Gruppe der Piperidine.

## Gewinnung und Darstellung
Tetramethylpiperidin wurde erstmals 1883 von Emil Fischer synthetisiert. Dieser gewann es zu Analysezwecken aus dem Triacetonin durch Reduktion mit Zink in Salzsäure.
Eine effiziente Möglichkeit von 2005, Tetramethylpiperidin 2 darzustellen, beginnt mit der Konjugataddition von Ammoniak an Phoron 1. Das Zwischenprodukt Triacetonamin wird in einer Wolff-Kishner-Reaktion reduziert.

## Verwendung
Tetramethylpiperin bildet die Grundstruktur der HALS-UV-Stabilisatoren (von englisch Hindered Amine Light Stabilizers).
Außerdem ist es Grundstoff der Radikalspezies 2,2,6,6-Tetramethylpiperidinyloxyl (TEMPO) und der starken Base Lithiumtetramethylpiperidid.